# Skalka (See)
Der Skalka ist ein See in der Gemeinde Jokkmokk der schwedischen Provinz Norrbottens län, der zum Haupteinzugsgebiet des Lule älv gehört. Der See ist 31 Meter tief und hat eine Gesamtfläche von 49,1 Quadratkilometern. Er liegt 296 Meter über dem Meeresspiegel. Die Entwässerung des Sees erfolgt über den Tarraätno, dem längsten Quellfluss des Lilla Luleälven.
In dem nördlich vom Skalka gelegenen Kvarntjärn befindet sich die Wassermühle Granuddens skvaltkvarn.
Der See wird durch den Länsväg BD 805 erschlossen, ohne das größere Siedlungen erreicht werden. Der Länsväg BD 807 endet ebenfalls am See in der Siedlung Björkholmen. Auch dieser Weiler ist so klein, dass vom SCB keine Einwohnerzahlen veröffentlicht werden. Jokkmokk liegt etwa vierzig Kilometer südöstlich entfernt.

## Unterbecken
Der Skalka ist Teil des Unterbeckens (741611-164246), das die schwedische Verwaltungsbehörde SMHI als „Auslauf von Skalka“ bezeichnet. Die durchschnittliche Höhe beträgt 339 Meter über dem Meeresspiegel bei einer Fläche von 162,36 Quadratkilometern. Sofern die 261 Flussgebiete, die sich flussaufwärts befinden, mitgezählt werden, errechnet sich eine Gesamtfläche von 4.828,22 Quadratkilometer. Der für die Entwässerung verantwortliche Fluss Lilla Luleälven (Tarranätno) ist als „Nebenflusssystem 2“ kategorisiert. Dies bedeutet, dass das Wasser durch zwei Wasserläufe fließt, bevor es nach einer Strecke von 228 Kilometern das Meer erreicht. Das Einzugsgebiet besteht zu 66 % aus Wald und umfasst 49,68 Quadratkilometer Wasser. Daraus ergibt sich ein Wasseranteil von 30,6 %.